# Jiutepec
Jiutepec (terme que procedeix de la llengua nàhuatl, Xiuhtepec, i significa "al turó de les pedres precioses") és una ciutat de Mèxic, a l'estat de Morelos; coneguda per ser una zona industrialitzada.
Es localitza a 1.350 m d'altitud sobre el nivell del mar; a la part nord de l'estat. El seu clima és temperat amb petita oscil·lació tèrmica anual.
La ciutat de Jiutepec té una població de 153.704 mentre que el municipi sencer tenia 181.317 habitants, segons el cens de 2005. La ciutat i el municipi ocupen la segona posició en població en l'estat, darrere només de la ciutat i municipi de Cuernavaca, la capital. El municipi té una àrea de 70.45 km².
A Jiutepec hi ha moltes construccions antigues, tal és el cas de la parròquia i el convent Sant Jaume Apòstol, que data del segle xvi.
Aquesta església va ser feta pels conqueridors espanyols i dedicada al Sant patró d'Espanya, Sant Jaume el Major.